# Dance Dance Revolution A
Dance Dance Revolution A (pronunciado Ace), es la entrega arcade N.º 15 de la serie Dance Dance Revolution, publicado por Konami el 30 de marzo de 2016 en Japón, Asia y Corea del sur como actualización de cabinas con DDR vía métodos en línea, el 6 de julio de 2016 en Norteamérica, el 15 de diciembre de 2017 en Europa y parte de sureste asiático un año después del lanzamiento en Norteamérica, esas 3 últimas regiones por formato físico (gabinete, placa arcade y varios DVD de instalación adjuntos). Se desconoce el lanzamiento oficial en Australia. Sin embargo, la versión europea no cuenta con soporte e-Amusement.
Su versionado es MDX:X:Y:A:YYYYMMDD00, en donde X indica idioma o región, Y el gabinete, YYYYMMDD la fecha de actualización y 00 el N.º de parche en caso de bugs o hackeos.
Depende de la letra inicial, depende de la región en que se distribuye que es:
| Letra | País o región  | Comentarios |
| ----- | -------------- | --- |
| J     | Japón          | STANDARD MODE usa fichas o PASELI, PREMIUM MODE req. PASELI.                                                                  |
| A     | Asia           | Interfaz japonesa y distribuida en Hong Kong, Macao, Indonesia, Taiwán y Singapur                                             |
| K     | Corea del sur  | Interfaz japonesa, distribuida por Uniana y con bloqueo regional de contenido debido al GRAC                                  |
| U     | Estados Unidos | Interfaz en inglés, posible lanzamiento a Latinoamérica (pero sin soporte a dicha región) y con bloqueo regional de licencias |
| E     | Europa         | Interfaz en inglés y con parche de desconexión debido a regulaciones en Europa                                                |
| Y     | Otras regiones | Puede alternar la interfaz entre japonés e inglés                                                                             |

Los gabinetes son los siguientes:
- A: DDR X (Widescreen y luces LED laterales)
- B: DDR EXTREME y Supernova2 (cabinas retro, 640x480)
- I: Arcade dorada (probada en las finales del octavo KAC)
- Otra letra: DDR(2013) (Widescreen blanco)

## Cambios

### General
La interfaz es al estilo Sound Voltex III, con colores blanco, azul, amarillo y negro. Las pantallas de conexión, selección de estilo y desconexión aparece el interior de la cabina que es azul con bordes blancos. El resto del juego aparece las nubes acercándose dando la ilusión de que está piloteando un avión. Además, la advertencia de movimientos extremos aparece antes de elegir canciones (en entregas pasadas, aparecía antes de elegir estilo).
Se eliminan las funciones innecesarias: Enjoy Level y My Groove Radar. Debido a eso, las canciones Enjoy Level de DDR(2013) (son 10 en total) se encuentran desbloqueadas por defecto, junto con Academia Bemani (10 en total), EXTRA STAGES de DDR(2013) (6 en total) y Triple Journey (13 en total) en la dicha carpeta y Yuniver Hills (6 en total) en la carpeta (2014).

### Placa de arcade
A inicios de 2018, los gabinetes DDR(2013) renovados contienen la placa arcade Bemani PC ADE-704A. Esta placa contiene el sistema Windows 7 Embedded Standard. Esto se debe al término de soporte al ya usado sistema Windows XP que finalizó el 2014 y a su versión Embedded que no tiene soporte desde 2016.

### Selección de canciones
- Las canciones por carpeta ahora empiezan por alfabeto japonés, luego alfabeto latino, números, escritura china o de otros idiomas y terminando con caracteres gráficos. No tienen efecto en las demás listas (con excepción en el modo ABC).[4]

- Licencias dejan de estar en el primer puesto y canciones Extra Stages, con única dificultad CHALLENGE (remixes en CHALLENGE de DDRMAX2, "Groove Radar" Specials y X-Specials) o provenientes de eventos dejan de estar en el último puesto.
- Además, se tomará el siguiente carácter en caso de que empiece por caracteres gráficos.

- El cambio significativo es la Song Wheel, que desde DDR X2 utilizaba una interfaz similar al coverflow, en esta entrega ahora utiliza la interfaz tipo Sound Voltex, que muestra 3 canciones por fila. Cada canción con su jacket, y debajo su título, da la ilusión de ser una pantalla táctil, pero dichas canciones sólo se pueden seleccionar con las teclas debajo de la pantalla.

Sin contar con la Song Wheel que está al centro, las canciones se muestran arriba de la pantalla junto con su jacket a su lado y las dificultades, Groove Radar y contenido extra a los lados de la Song Wheel para facilitar la información.
- Además, el sistema de ampolletas de completado fue renovado. En vez de mostrar el grado al lado de los jackets o carátulas, muestra lo siguiente:

| Color de luz      | Descripción (en inglés) | Comentarios |
| ----------------- | ----------------------- | --- |
| Plomo             | Not Played              | Canciones nuevas (aparecerá la palabra "NEW" arriba del jacket) o sin jugar.                                                                      |
| Ambar oscuro      | Failed                  | El jugador seleccionó la canción pero no lo completó, ya sea por pasos fallidos o una falla técnica (un apagón o el pantallazo azul por ejemplo). |
| Violeta           | Assist Clear            | El jugador usó facilitadores antes de completar la canción.                                                                                       |
| Amarillo          | Cleared                 | El jugador completó la canción sin usar facilitadores.                                                                                            |
| Rojo              | Hard Clear              | El jugador completó la canción vía EXTRA STAGE o usó la opción 4 LIVES antes de completarlo.                                                      |
| Azul flahseando   | Full Combo (Azul)       | El jugador obtuvo Good Full Combo. |
| Verde flasheando  | Full Combo (verde)      | El jugador obtuvo Full Combo sin marcar Goods. |
| Dorado flasheando | Perfect Full Combo      | El jugador obtuvo Full Combo marcando al menos un Perfect.                                                                                        |
| Blanco/Arco-iris  | Marvelous Full Combo    | El jugador marcó todos los pasos Marvelous (categoriza en ALL MARVELOUS en la lista de grados).                                                   |

- Debido a que la lista es extensa y al nuevo sistema de organización, la opción RANDOM no está disponible.

- Por primera vez, con las teclas arriba y abajo se pueden seleccionar canciones y saltar filas enteras (en entregas anteriores era para ciertos modificadores).
- Se agregaron las listas Touhou Project[4] y "World Music" a la lista género.

- Posteriormente, a finales de 2017, se agregó la lista Tokimeki Idol a la lista género.

- Se agregó la lista All Marvelous a todas las canciones que terminaron con 100% Marvelous. Sólo visible en la lista "Grade" en caso del usuario.[4]

- Además, en las tres listas de rivales, se organizan por victorias del usuario, victorias del rival, empates, si el rival no haya jugado o si el usuario no haya jugado.

- Las canciones otra vez son marcadas por color:

- Blancas para las canciones por defecto (debido a un bug, todas las canciones EXTRA EXCLUSIVE LV A desbloqueadas cambian a blancas).
- Amarillas para canciones desbloqueadas (exc. para todas las canciones EXTRA EXCLUSIVE LV A desbloqueadas debido a un bug).
- Verdes para EXTRA SAVIOR regulares.
- Rosas para EXTRA SAVIOR que deben desbloquear las dificultades en orden.
- Doradas para DDR SELECTION (que puede alterar la interfaz) o para canciones del aniversario 20 fuera de EXTRA SAVIOR.
- Rojas para EXTRA EXCLUSIVE.

- Sin embargo, el parche de 1 de junio de 2017 impide usar canciones con única dificultad CHALLENGE (solo afecta a los remixes en challenge de la carpeta DDRMAX2, "Groove Radar" Specials y X-Specials) a los usuarios que no tengan cuenta, o a las cabinas desconectadas por problemas de conexión o por término de soporte.[5]

### Videos
- Se reinstala el video de MAX 300 y se agregó dicho video a MAX 300 (X-Special), debido a que DDR (2013) fue hackeada.[4]
- Meses después también se restituyó el video de Someday... solo en máquinas hackeadas.
- 恋はどう？モロ◎波動OK☆方程式！！ (EXTRA SAVIOR) y 隅田川夏恋歌 ahora tienen videos instalados el 26 de enero de 2017.
- El parche de finales de abril de 2017 se instala los videos en las canciones 激アツ☆マジヤバ☆チアガール y 地方創生☆チクワクティクス, todas de HinaBitter.
- Las 2 canciones, 朧 y 打打打打打打打打打打, como parte de la instalación del Vol. 8 de EXTRA SAVIOR el 15 de junio de 2017 que solo contiene dificultad CHALLENGE, también se instalaron los videos.

### Dificultades cambiadas
- Canciones como EGOISM 440 tuvieron dificultades cambiadas.[4]
- Las dificultades no solo son cambiadas en número, sino también hay canciones como TokyoEVOLVED que tiene pasos arreglados debido a errores de secuencia o de sincronía detectados en las entregas anteriores.
- Con la llegada de DDR A20, las dificultades de algunas canciones (como "Vanquish The Ghost") fueron cambiadas.

### Opciones
- Ahora es posible acceder a opciones presionando 9 del teclado numérico si el usuario vuelve a elegir canciones.[4]
- SPEED: se agregó la opción 0.75x. Sin embargo, esa opción solo está disponible en PREMIUM MODE.
- Appareance: se eliminó los modos HIDDEN y SUDDEN, remplazándolos por HIDDEN+ y SUDDEN+.
- Turn: "Left", "Right", "Shuffle" y "S.Shuffle" no se puede seleccionar si se juega Double.
- Cut, Frezze Arrows y Jump: estas tres opciones cambian drásticamente el Groove Radar, debido a que son facilitadores.
- Special Arrow, Screen Filter y Guideline: estas tres opciones requieren intervención vía web.
  - El selector de personajes y el buscador de áreas también req. intervención vía web.
  - Alterar la posición de las flechas delante o detrás del juicio y N.º de combo y agregar juicios de sincronía (SLOW/FAST) req. suscripción al curso BASIC de e-Amusement y solo se intervienen vía web, debido a que estas opciones ya no son intervenidas por operador.
- Special Arrow: Se elimina la opción BUTTERFLY.[4]

### Escenarios
- Se revive el escenario Club.
- Se modificaron los siguientes escenarios:
  - Dark Boom (y sus 5 variantes): se reestablecieron todas las partes del muro de ecualizador, pero no flashean como en DDR X.
- A diferencia de otras versiones, esta es la primera en tener escenarios genéricos fijos para cada canción en vez de rotar los escenarios genéricos para todas las canciones.

### Jugabilidad
- Se eliminaron los cut-in (caras del personaje a los costados) a favor del filtro de pantalla y debido a otros factores.[4]
- Los personajes ahora usan las rutinas de DDR Supernova 1 y 2, con excepción de algunas canciones que usan rutinas pregrabadas.
- Se arreglaron los problemas de sincronía que aparecen como los "BPM mágicos" presentes en entregas anteriores:

- El juicio Marvelous usa 1 frame y las entregas anteriores usa un pequeño número de frames, causando problemas de sincronía y haciendo que los jugadores no puedan hacer un MARVELOUS FULL COMBO correctamente (en caso de una canción, por ejemplo, que usa BPM 160, una nota ocupa 22.5 frames, causando que la nota usase 22 o 23 frames para obtener un MARVELOUS), generando así varios "BPM mágicos". La única excepción sería canciones cuyos BPM son divisibles por 3600 (como 225, 200, 180, y 150), que usan los frames exactos para lidiar el problema. Con un parche de actualización sin saber la fecha exacta corrije todos los errores de sincronía.

- Si un jugador tiene la barra de vida baja, ahora el filtro de pantalla cambia a rojo y advertirá con "DANGER" a sus lados.

- Se activará automáticamente si un jugador juegue sin filtro.

- En arcades con luces led, las luces cambian según su estado:

- Arcoíris: barra llena o 4 LIVES.
- Azul: barra que no está llena del todo.
- Rojo: barra a menos de 1/4, RISKY o le queda una vida.

- Los filtros ahora desaparecen al terminar una Frezze Arrow en esta entrega en vez de al principio en entregas anteriores.
- Ahora es posible ver N.º de dificultades durante la jugabilidad.[5]

- En caso de cuentas registradas, es posible ver su nombre de usuario al lado del N.º de dificultades.

### Evaluación
- Se modificarón los puntajes sigilosamente y los grados. Ahora los grados llevan + y - (Exc. AAA y E; no incluye D-) y es la primera vez que un juicio GOOD aumentara el puntaje.
- El puntaje EX (llamado EX SCORE) ya se muestra debajo del conteo de juicios. Actualmente el EX SCORE muestra los Dance Points.
  - Sin embargo, si, una canción, o por intervención del operador, cambia de puntaje a EX SCORE durante la partida, el puntaje original se mostrará en el recuadro de EX SCORE en la evaluación.[4]

### Corrección de errores
- Accidentalmente se eliminaron los videos de 夏色DIARY -DDR mix-, In The Breeze y The Island Song, siendo restituidos el 6 de abril de 2016.
- ΔMAX erróneamente estaba organizada en la lista numérica, malinterpretandose como carácter gráfico. Se corrigió con el parche del 9 de junio de 2016, cambiando a la lista D (entendiendose que el carácter Δ es Delta)
- Con la llegada de EXTRA EXCLUSIVE LV9 (Neutrino), accidentalmente se mostró la dificultad CHALLENGE en el sitio web. Debido a ese error, se apresuraron a crear un nuevo evento llamado Rinon's Adventure (véase en la sección Eventos y EXTRA STAGEs), ocultando dicha dificultad a los jugadores que no lo desbloquearon.
- El texto HERE WE GO ahora desaparece en una fracción de segundo si, después del texto READY, la primera flecha de canciones como «over the "period"» se encuentra dentro de la fracción 0 y demasiado cerca de la zona de pasos, evitando que el jugador leyera dicha frase. No se aplica en canciones en donde la flecha se encuentra fuera de la fracción 0.

- En caso de ACE FOR ACES CHALLENGE (EXTRA EXCLUSIVE LV A), el texto READY desaparece al terminar la detención inicial (antes de la fracción 0).

- En las últimas semanas de abril de 2019, se ha detectado problemas de conexión o de almacenamiento en ciertos lugares, principalmente Norteamérica, en donde los jugadores no pueden guardar sus puntajes, además de que se especula que esos problemas se deben al término de la era Heisei. El 1.º de mayo de 2019 corrige varios problemas de conexión y de almacenamiento.

### Arcade dorada
- En la semifinal de Japón Oeste de Konami Arcade Championship N.º 8, se mostró la nueva arcade dorada, que es un re-diseño de DANCERUSH.
- En JAEPO 2019, dicha arcade dorada se exhibió el 26 de enero de 2019, un día antes de la final.
- En la arcade dorada se ha detectado barras led a los lados de la pantalla de 55", luces led en los parlantes decorados (debajo de los reales), en las esquinas de la plataforma (considerando si el jugador elija SINLGE) y al pisar los paneles, un cartel genérico de DDR(1st) pintado de dorado y cuatro parlantes en las esquinas de la pantalla, además de las flechas, la tecla START, el lector y el teclado numérico, todos a cada lado.
- En el interior de la arcade dorada, se remplazó la placa arcade por defecto que contenía el demo de la máquina por la placa Bemani PC Type 5 que contiene este juego, la misma que fue usada en gabinetes DDR(2013) renovados.

### Historial de lanzamientos
Japón y Asia
- El 30 de marzo de 2016 se instaló el juego vía métodos en línea solo en Japón y sureste asiático. Al igual que DDR(2013) y (2014), las cabinas Supernova2 y EXTREME utilizan la serie MDX:X:B:A:~, las cabinas DDR X se usa MDX:X:A:A:~ y las cabinas blancas (llamadas DDR(2013)) utilizaron MDX:X:C:A:~.

- Para diferenciar de sistema, todas las cabinas blancas con MDX:X:C:A:~ tienen Windows XP Embedded y las nuevas que tienen MDX:X:F:A:~ tienen placas arcade cambiadas por Bemani PC Type 5 o por ADE-704A, ejecutando Windows 7 Embedded Standard.

Corea
Debido al GRAC, las arcades coreanas tuvieron un retraso en el lanzamiento hasta el 4 de abril de 2016.
Norteamérica
- El lanzamiento oficial en Norteamérica fue el 6 de julio de 2016.[1] Sin embargo, no es posible traducir, trasliterar o romanizar títulos o artistas de canciones, siendo la primera entrega (y primera localización) en mantener títulos y artistas en idioma nativo (japonés).

- Inicialmente se instalaron en 34 tiendas Dave & Buster's y 23 tiendas Round 1 en Estados Unidos. De las tiendas Round 1, 10 cuentan con 2 cabinas DDR(2013) en vez de uno.
- En Canadá, solo se instaló en Oakville, Ontario debido a la apertura de Dave & Buster's a finales de 2016.

- Solo se usa el gabinete blanco (MDX:U:Y:A:~), con un nuevo cartel, pero los gabinetes de otros países (incluyendo los de serie MDX:Y:Y:A:~) que no fueron renovados siguen usando carteles genéricos de DDR(2013) o (2014).

- Originalmente, se usaron la serie MDX:U:D:A:~ como versionado, pero debido a constantes fallas en algunas cabinas (ralentizaciones, cuelgues, problemas de controles o de conexión, etc.), se actualizaron a MDX:U:E:A:~. Ambas series de versiones fueron creadas en Japón.
- Además, la serie MDX:U:G:A:~ como versionado fue fabricada en Corea, la cual corrige los errores de framerate y los problemas de controles, además de tener una pantalla más nítida.

- Para diferenciar de sistema, todas las cabinas blancas con MDX:U:Y:A:~ tienen Bemani PC Type 4 y Type 5 y las nuevas que tienen MDX:U:G:A:~ usan ADE-704A.

- Los jugadores de la versión norteamericana pueden elegir estados en EUA o países de América en vez de prefecturas de Japón o países del sureste asiático.

- A diferencia de otras regiones, esta versión no tiene implementada el sistema "participación e-amusement", pudiendo jugar sin conexión, pero los operadores deben comprar los kits de mejoras por cada versión, en vez de recibirlas como actualización en línea, y en consecuencia, no están disponibles las siguientes canciones:

- ずっとみつめていて (Ryu☆Remix) de DDR(2013).
- Las licencias de DDR X3 (3 de ellas también en otras regiones).
- ミライプリズム de hinabitter (carpeta DDR(2014)) por problemas de derechos de autor con tilt-six.
- Los remixes de originales lanzados bajo KAC 2012 en la carpeta DDR X3.

Europa
- Pruebas de localización de 13 de julio al 13 de octubre de 2016 en Las Vegas Arcade Soho, Inglaterra.[6] El lanzamiento oficial en Europa fue el 15 de diciembre de 2017.[2]

- Durante las pruebas, se utilizó el gabinete DDR X (pero el versionado es MDX:U:Y:A:~, el mismo versionado que Norteamérica).

- Debido a que en Europa no cuenta con el sistema e-Amusement, se tuvo que crear una versión sin conexión (marcado MDX:E:Y:A:~) y los parches de actualización son lanzados mediante pendrives.
- La última versión mueve todas las canciones EXTRA EXCLUSIVE (exc. para las canciones LV A) a FINAL STAGE, se desbloquea todas las canciones DDR 20th Anniversary, se instala las canciones de prueba de DDR A20 (PLUS) y todas las licencias (exc. para "Only my Railgun", "回レ！雪月花" y "放課後ストライド", debido a que fueron eliminadas en DDR A20 PLUS), el logo en el traje de Yuni (A) fue reemplazado para coincidir con el lanzamiento de DDR A20 PLUS y las dificultades fueron cambiadas para coincidir con el lanzamiento de DDR A20.

Indonesia
- Apareció a mediados de 2017, pero con serie MDX:Y:Y:A:~.
- Solo en entregas de Indonesia, Filipinas, Australia y Nueva Zelanda, es posible cambiar de idioma de interfaz a inglés. Se mantiene en japonés en el resto de Asia.

Australia
El lanzamiento oficial fue el 11 de mayo de 2018, pero con serie MDX:A:Y:A:~.

## Personajes
- Lista inicial:

- Afro, Jenny, Rage y Yuni tienen trajes cambiados.
- Alice, Baby-Lon, Bonnie, Emi, Gus, Julio, Ruby y Zero siguen usando trajes DDR X2.
- Rinon

- Personajes no seleccionables:

- Victory Concent (solo aparece en el escenario si el selector de personajes está en RANDOM)
- Dark Rinon (Solo aparece al completar Rinon's Adventure como un cameo)

- Personajes desbloqueables:

- Dark Emi (JOMANDA)
- Dark Alice (VALLIS-NERIA)
- Black Rinon (Lisa-RICCIA)
- Yuni (traje del 6.º KAC)

## Renovación en EXTRA STAGEs
Al igual que en DDR X3, los EXTRA STAGES son activados vía Star System pero req. PREMIUM MODE para obtener estrellas (req. PASELI en arcades japonesas y el costo de PREMIUM MODE en zonas sin PASELI o fuera de Japón es intervenido por operador). Las estrellas cambiaron a amarillas en esta entrega (eran de colores en entregas anteriores) y son combinadas al jugar en VERSUS, al igual que DDR(2014). Los usuarios que no tienen cuenta o que juegan en arcades sin conexión o en horas de mantenimiento no pueden acceder a EXTRA STAGES ni activar Star System. El método de obtención de estrellas cambiaron y es el siguiente:
- AAA o ALL MARVELOUS: 3 estrellas, que es el MAX.
- AA (sin importar el signo): 2 estrellas
- A+ o peor: una estrella
- Falla la canción (E): 0 estrellas
- Se obtiene una estrella adicional a los usuarios que jueguen en 4 LIVES o RISKY (incluso si falla la canción con estos modos) o que obtengan FULL COMBO, siendo posible ambas opciones hasta llenar el total de 3 estrellas.

Con 9 estrellas en FINAL STAGE, sin importar su dificultad y grado (excepto si falla la canción), es posible acceder a EXTRA STAGES. El único modificador forzado en EXTRA STAGE es 4 LIVES y no puede ser cambiado incluso si cambia la canción, la dificultad o las demás opciones. Al igual que en DDR X3, las estrellas son borradas tras el acceso. Inicialmente la canción EXTRA STAGE inicial fue "New Century".
Con la llegada de los EXTRA STAGE LEVELs que sería el 3.er evento de Rinon, ella tendrá 2 nuevas transformaciones aparte de las versiones de colores de RDA y de Dark Rinon de ambos eventos RDA y RDI, pero además, se abrirá 2 carpetas llamadas EXTRA EXCLUSIVE y EXTRA SAVIOR. Antes de que el jugador se desconectara, sin importar que falle o complete una partida, Rinon llenará una barra de calor (mostrado en pantalla como HEAT GAUGE) y aumentará su nivel y el N.º de estrellas iniciales si todas las barras están llenas. El nivel de calor de Rinon es lo siguiente:
- LV 2 (Req. 3 barras): 3 estrellas iniciales y activa el 2.º EXTRA EXCLUSIVE.
- LV 3 (Req. 7 barras): Asegura el desbloqueo de una canción en EXTRA SAVIOR en la partida actual y el acceso a EXTRA STAGE en la próxima partida.

¡CUIDADO! Rinon se enfriará durante el mantenimiento de e-Amusement (dependiendo de la ubicación de la arcade, normalmente 05:00 - 07:00 JST en Japón) o si la máquina ocurre una falla a mitad de partida, revirtiéndose a la normalidad (al LV 1) y se perderá las barras de calor almacenadas temporalmente en la cuenta e-Amusement.

## Eventos y EXTRA STAGEs
Aquí se listan todos los eventos que no necesariamente aparecen en la categoría eventos (sort by EVENTs), así como varias carpetas nombradas EXTRA SAVIOR y la carpeta EXTRA EXCLUSIVE aparecen en dicha categoría si ocurre EXTRA STAGEs. 

### EXTRA EXCLUSIVE
La carpeta EXTRA EXCLUSIVE corresponde al antiguo sistema de EXTRA STAGES, siendo LV 1 el EXTRA STAGE normal y LV 2 el ENCORE EXTRA, que no fue implementada debido al EXTRA STAGE LEVELs, que debutó el 13 de julio de 2016. Solo una regla: solo se puede jugar en EXTRA STAGE todas las canciones de esta carpeta (salvo canciones que rebajaron a FINAL STAGE).
El historial de EXTRA EXCLUSIVE es lo siguiente:
| Nivel de EXTRA EXCLUSIVE | Canción (dificultad) | Fechas de disponibilidad (Nivel de EXTRA STAGE)            | Situación actual                                    |
| ------------------------ | -------------------- | ---------------------------------------------------------- | --------------------------------------------------- |
| 1                        | New Century          | Lanzamiento de la arcade inicial (EXTRA LV 1)              | FINAL STAGE + desbloqueable desde Rinon's Adventure |
| 2                        | RISING FIRE HAWK     | 13 de julio de 2016 (EXTRA LV 2)                           | FINAL STAGE + desbloqueable desde Rinon's Adventure |
| 3                        | Astrogazer           | 10 de agosto de 2016 (EXTRA LV 2)                          | FINAL STAGE + desbloqueable desde Rinon's Adventure |
| 4                        | Come to Life         | 15 de septiembre de 2016 (EXTRA LV 2)                      | FINAL STAGE + desbloqueable desde Rinon's Adventure |
| 5                        | Emera                | 7 de noviembre de 2016 (EXTRA LV 2)                        | FINAL STAGE + desbloqueable desde Rinon's Adventure |
| 6                        | Start a New Day      | 22 de diciembre de 2016 (EXTRA LV 2)                       | FINAL STAGE + desbloqueable desde Rinon's Adventure |
| 7                        | Ishtar               | 13 de febrero de 2017 (EXTRA LV 2)                         | FINAL STAGE + desbloqueable desde Rinon's Adventure |
| 8                        | out of focus         | 16 de marzo de 2017 (EXTRA LV 2)                           | FINAL STAGE + desbloqueable desde Rinon's Adventure |
| 9                        | Neutrino             | 20 de abril de 2017 (EXTRA LV 2)                           | FINAL STAGE + desbloqueable desde Rinon's Adventure |
| 10                       | Cosy Catastrophe     | 25 de mayo de 2017 (EXTRA LV 2)                            | FINAL STAGE + desbloqueable desde Rinon's Adventure |
| A                        | ENDYMION             | 13 de julio de 2017 (EXTRA LV 3, req. Rinon's Adventure)   | desbloqueable desde Rinon's Adventure               |
| A                        | ACE FOR ACES         | 13 de julio de 2017 (ENCORE EXTRA, req. Rinon's Adventure) | desbloqueable desde Rinon's Adventure               |
| 11                       | IN BETWEEN           | 7 de junio de 2018 (EXTRA LV 2)                            | FINAL STAGE                                         |
| 12                       | Love You More        | 5 de julio de 2018 (EXTRA LV 2)                            | FINAL STAGE                                         |
| 13                       | Pursuer              | 26 de julio de 2018 (EXTRA LV 2)                           | EXTRA STAGE LV 1 (FINAL STAGE en Europa)            |
| 14                       | Vanquish The Ghost   | 16 de agosto de 2018 (EXTRA LV 2)                          | EXTRA STAGE LV 2 (FINAL STAGE en Europa)            |

### Extra Savior
Extra Savior es la secuela de EXTRA ATTACK, que debutó con EXTRA STAGE LEVELs el 13 de julio de 2016. Todas las carpetas EXTRA SAVIOR y de la categoría VERSION (anteriormente era SERIES FOLDER) no activa ENCORE EXTRA. En cada canción bloqueada de esta carpeta, aparece ranuras de gemas que se instala una si la barra de EXTRA SAVIOR está llena, dependiendo del color de la dificultad jugada. Cada gema instalada corresponde a una dificultad desbloqueada para partida regular, es decir, si un jugador llenó la barra en EXPERT, se instala la gema de esa dificultad adjunto con las gemas de dificultades más bajas. Al igual que EXTRA ATTACK, las dificultades están separadas por estilo (SINGLE y DOUBLE). En EXTRA STAGE LV 3, la dificultad de la canción es desbloqueada incluso si falla la canción. Además, en caso de que el jugador elija opciones facilitadores (Corte de tiempo activado en CUT1/CUT2 o Frezze Arrows o saltos apagados) fuera de EXTRA STAGE LV3, se dificultará desbloquear la canción. Se han confirmado 17 carpetas para desbloquear (carpetas Vol. 16 y Vol. 17 cuenta como una sola), siendo la octava carpeta la única en tener dificultad CHALLENGE para 2 canciones por defecto, además de las carpetas y canciones EXTRA ATTACK de DDR(2014) que se mueven a esta carpeta si están bloqueadas, con excepción de las canciones Idola, Electronic or Treat! y 妖隠し -あやかしかくし-, que son desbloqueadas para partida regular desde el principio. En caso de canciones con CHALLENGE (excepto en canciones por defecto), se debe completar EXPERT en la partida actual antes de desbloquear CHALLENGE en la siguiente partida.

### Floor Infection
Originario de DDR(2014), Floor Infection, en su versión 10, es un evento que infecta a DDR A vía Sound Voltex III -Gravity Wars-. Al jugar dicha entrega, permite desbloquear canciones que no están disponibles fuera de las fechas del evento. No hay carpetas en la categoría eventos debido a que las canciones son desbloqueadas directamente desde Sound Voltex. Los 3 eventos eran exclusivos de Japón, Asia y Corea del sur y el 4.º evento, que duraba 12 días desde el 6 de octubre de 2016, se extendió a Norteamérica, pero debido a un bug, se retrasó en dicha región hasta el 21 de octubre de 2016, 3 días antes de terminado el evento.

### Baby-Lon's Adventure
Un nuevo evento de Baby-Lon, que inicia el 8 de agosto de 2016. Al terminar la canción, Baby-Lon subirá un escalón dependiendo del grado, que es lo siguiente:
- AAA: 12 escalones.
- AA: 11
- A: 10
- B: 9
- C: 8
- D: 7
- Falla la canción: 6

Además, subirá un escalón adicional al terminar la primera canción del día o al tener al menos 100 MAX COMBO o 2 escalones adicionales en caso de FULL COMBO (sobreescribirá al escalón del MAX COMBO mayor o igual a 100).
Se confirma 6 canciones desbloqueables y son: Make a Jam!, que proviene de DDR(1st) para PlayStation como canción debut, las otras 4 corresponden a crossovers BEMANI y Dancer in the flare que es la última en desbloquear. Cada canción req. un número mínimo de escalones para desbloquearla y no son acumulables. No hay carpetas en la categoría eventos debido a que las canciones se desbloquean directamente.

### Natsu no Ryuusei Festa
Un nuevo evento de colaboración de Bemani llamado Natsu no Ryuusei Festa (夏の流星フェスタ?   Lit. Fiesta de estrella fugaz). 6 canciones aparecen en este evento y requieren jugar una de ellas de beatmania IIDX Copula (posteriormente Sinobuz), jubeat Qubell o Sound Voltex III para desbloquearlas vía EXTRA SAVIOR, en el cual aparecerá la carpeta 夏の流星フェスタ2016 pero este evento no está disponible en Norteamérica debido a restricciones de evento. La última canción, Triple Counter, permite desbloquear trajes (recolor en caso de Rinon) al completarla antes de 7 de noviembre de 2016. El 1 de diciembre de 2016, todas las 6 canciones son instaladas incluso en Norteamérica para desbloquearlas como EXTRA SAVIOR debido al término del evento, pero Triple Counter req. completar las 5 canciones anteriores incluso si se acabó el evento. A diferencia de otras carpetas llamadas EXTRA SAVIOR, las canciones bloqueadas en esta carpeta aparecen en rosa en vez de verde, debiendo desbloquear las dificultades en orden: BASIC → DIFFICULT → EXPERT.

### BEMANI SUMMER GREETINGS
BEMANI SUMMER GREETINGS es otro evento crossover Bemani parecido a "Triple Journey". Solo 7 canciones entran al evento y solo participa este juego, GITADORA Matixx antes de que se actualizara a GITADORA Exchain, pop'n music usagi to neko to shonen no yume, jubeat clan y su versión actualizada Festo y SOUND VOLTEX IV. Este evento no se incluye en las versiones coreanas de GITADORA y tuvo un retraso en el lanzamiento en la versión coreana de pop'n music. A diferencia de otros juegos que tienen otro método de desbloqueo, todas las canciones son desbloqueadas vía EXTRA SAVIOR, pero tiene el mismo método que 夏の流星フェスタ, es decir, las canciones bloqueadas en esta carpeta aparecen en rosa en vez de verde, debiendo desbloquear las dificultades en orden: BASIC → DIFFICULT → EXPERT y la última canción Prey req. completar las 6 canciones.

### KONAMI Arcade Championship
La 6.ª versión de la copa de arcades KAC, que antes participaban jugadores de Japón, Asia y Corea del sur, ahora permite a los jugadores de Norteamérica participar. Solo completando las dos carpetas del campeonato se desbloquea a Yuni con la polera del campeonato como promoción (pero al jugar cualquiera de estas carpetas de esa versión no permite acceder a EXTRA STAGES). Las siguientes versiones contienen 2 canciones desbloqueables cada una. Solo se activa esta carpeta los días del torneo, siendo bloqueada al terminar el torneo y no activa ENCORE EXTRA.

### Rinon's Adventure
En la misma carpeta EXTRA EXCLUSIVE, solo se puede desbloquear canciones vía Rinon's Adventure, 4.º evento de Rinon que inició el 24 de abril de 2017. Se confirma que se activa el evento a los jugadores que completaron Baby-Lon's Adventure y que activan EXTRA STAGE, y Baby-Lon es remplazado por Rinon. A diferencia de Baby-Lon's Adventure, el N.º de escalones solo se obtiene dependiendo del grado en EXTRA STAGE, sin bonificaciones. Son 11 mundos en total: al desbloquear 10 canciones EXTRA EXCLUSIVE, se dejaría la carpeta vacía (sin contar con canciones EXTRA EXCLUSIVE LV 11 o más), y al terminar el mundo 11 (que accidentalmente fue renumerada al mundo 6), apareceía un satélite que intenta destruir la Tierra, pero Dark Rinon le entrega el último recurso a Rinon para destruirlo que es el nivel A, en donde se desbloquea ENDYMION. Antes del parche del 26 de abril de 2018, si los jugadores completaron el mundo 11 y activan EXTRA STAGE LV3, la nave acelera a gran velocidad, pero entra a una zona de gran turbulencia, poniendose la pantalla roja y haciendo que la nave perdiera el control. Los jugadores que completan EXTRA STAGE sin elegir ENDYMION o si no cumple con los requisitos al terminar dicha canción, la nave se salía de la turbulencia en la evaluación, pero seguiría en la turbulencia si falla la canción, entendiéndose que la nave se había estrellado durante la desconexión de los jugadores. Con el parche de 26 de abril de 2018, el número de escalones por obtener se duplica, ENDYMION fue movida a EXTRA STAGE LV 1 y ACE FOR ACES aparece como EXTRA STAGE LV 2. Con el parche de 26 de julio de 2018, el número de escalones por obtener se multiplica por 4, ENDYMION es desbloqueada para los jugadores que completaron el evento, ACE FOR ACES fue movida a EXTRA STAGE LV 1 y su dificultad CHALLENGE fue agregada como EXTRA STAGE LV2. Con el parche de 30 de agosto de 2018, el número de escalones por obtener se multiplica por 100, ENDYMION y ACE FOR ACES es desbloqueada para los jugadores que completaron el evento y su dificultad CHALLENGE que fue movida a EXTRA STAGE LV 1.
El desbloqueo vá por orden:
1. New Century
2. RISING FIRE HAWK
3. Astrogazer
4. Come to Life
5. Emera
6. Start a New Day
7. Ishtar
8. out of focus
9. Neutrino
10. Cosy Catastrophe
11. LV A (Activa ENDYMION y ACE FOR ACES)

Encore Extra: Debido a que ENDYMION usaba todas las barras de calor, Rinon sale de la nave con su LV 3 y usa su poder LV A para destruir el satélite, razón suficiente para no cargar barras de calor ni estrellas durante la desconexión de los jugadores tras iniciar ENDYMION, debiendo obtener las 7 barras de nuevo (1 por partida) sin importar que falle una partida para acceder al EXTRA STAGE LV 3, pero como contrapartida, si un jugador obtenía al menos 950 000 puntos Supernova2 en dicha canción, además de la nave que se sale de la turbulencia, el satélite dañado por Rinon se estrella a la Tierra, se activa el ENCORE EXTRA llamado ACE FOR ACES y Rinon se apaga, impidiendo a los jugadores cambiar opciones (pero además desactiva las opciones facilitadoras) y forzando a estrellarse contra la Tierra como un asteroide. Su requisito fue lo siguiente:
| EXTRA STAGE LV3 | EXTRA STAGE LV3 | EXTRA STAGE LV3           | ENCORE EXTRA STAGE | ENCORE EXTRA STAGE | ENCORE EXTRA STAGE                                                                         | ENCORE EXTRA STAGE                                |
| Canción         | Dificultad      | Requisito                 | Canción            | Dificultad         | Modificadores                                                                              | Comentarios                                       |
| --------------- | --------------- | ------------------------- | ------------------ | ------------------ | ------------------------------------------------------------------------------------------ | ------------------------------------------------- |
| ENDYMION        | BASIC           | 950 000 puntos Supernova2 | ACE FOR ACES       | BASIC              | PERFECT FULL COMBO, facilitadores apagados y otras opciones usadas en EXTRA STAGE forzadas | -                                                 |
| ENDYMION        | DIFFICULT       | 950 000 puntos Supernova2 | ACE FOR ACES       | DIFFICULT          | PERFECT FULL COMBO, facilitadores apagados y otras opciones usadas en EXTRA STAGE forzadas | -                                                 |
| ENDYMION        | EXPERT          | 950 000 puntos Supernova2 | ACE FOR ACES       | DIFFICULT          | PERFECT FULL COMBO, facilitadores apagados y otras opciones usadas en EXTRA STAGE forzadas | Activa ENDYMION CHALLENGE en la siguiente partida |
| ENDYMION        | CHALLENGE       | 950 000 puntos Supernova2 | ACE FOR ACES       | EXPERT             | PERFECT FULL COMBO, facilitadores apagados y otras opciones usadas en EXTRA STAGE forzadas | -                                                 |

Sin embargo, ACE FOR ACES tiene BPM, detenciones y cambios de velocidad cambiados entre dificultades: 
- BEGINNER y BASIC: 200 BPM, sin cambios de velocidad ni detenciones.
- DIFFICULT: 100-800 BPM, por defecto es 200 BPM.
- EXPERT: 100-800 BPM (mín. 50BPM), con cambios de velocidad y detenciones cambiadas y detención final, por defecto es 400 BPM.
- CHALLENGE: 100-800 BPM (mín. 50BPM), con cambios de velocidad y detenciones cambiadas, detención inicial y olas estilo "Over the "period"" a mitad de dificultad, por defecto es 400 BPM.

Por suerte, Rinon cae al agua, reactivándose en el proceso.

### DDR SELECTION
Con la actualización de 26 de septiembre de 2018 se agregó la categoría DDR SELECTION, que se diferencia de la categoría VERSION, reorganizando todas las canciones en la era distinta según la fecha de lanzamiento. Los detalles se encuentran en la página principal de la serie.
Las dos últimas carpetas, la del aniversario 20 y la de DDR x pop'n music, incluye las nuevas canciones, pero BEGINNER y BASIC están disponibles por defecto y marcadas en dorado. No así sus dificultades más altas que se desbloquean, en orden, vía EXTRA SAVIOR. Dichas dificultades están marcadas en rosa en vez de verde.

## Canciones
La lista de canciones está basada en la versión japonesa (MDX:J:y:A:~): 142 canciones nuevas, 3 de ellas de pruebas de localía y 4 de KAC N.º 7, 9 movidas de DDR(2014), dos de ellas movidas de EXTRA ATTACK a EXTRA SAVIOR y 804 en total (Lesson by DJ se encuentra dividiva en japonés e inglés y cuenta como una canción, al igual que las demás canciones divididas). No se contabilizan canciones de prueba de DDR A20. Estas canciones pueden no estar disponibles en las demás regiones (MDX:A:y:A:~ y MDX:Y:y:A:~ usa la lista de la versión japonesa) y no se incluyen al conteo las canciones de prueba de DDR A20 (PLUS) (13 en total). Se confirmaron 59 canciones eliminadas, 30 de ellas antes de la instalación y todas provienen de DDR(2013) y (2014), 7 canciones en chino provenientes de DDR X2 durante la instalación, todas las licencias de Dancemania tras 2 meses de lanzamiento, 4 de DanceDanceRevolution X3 vs. 2ndMIX, 7 de DDR(2013) y "Strobe♡Girl" de DDR(2014). Además, por regulación de contenido desde el 1.º de agosto de 2018 en arcades coreanas (MDX:K:y:A:~), algunas canciones no son incluidas o se retrasan su lanzamiento. Canciones con fondo verde oscuro son desbloqueables vía EXTRA SAVIOR, 34 de ellas bloqueadas en la carpeta DDR(2014), con fondo magenta son marcadas como EXTRA SAVIOR, que se desbloquea en orden de menor dificultad a mayor y con fondo rojo son EXTRA EXCLUSIVE. Además, se confirmaron 3 licencias bloqueadas que aparecieron vía FLOOR INFECTION en la dicha carpeta.
8 licencias de Billboard Hot 100 aparecieron el 7 de julio de 2016 para coincidir con el lanzamiento norteamericano (MDX:U:Y:A:~), la mayoría proviene de Universal Music, suplantando a Toshiba-Emi (que es parte de Universal Music) y el compilado "Dancemania". Este juego se convierte en la primera entrega en abstenerse de licencias de Dancemania, permaneciendo las de Touhou Project y Vocaloid (vía Exit Tunes) en su remplazo. Actualmente, se confirmaron 32 canciones no fueron incluidas en Norteamérica y Europa y son: 24 licencias en total (contando licencias vocaloid, Touhou y de anime) de esta entrega, "ミライプリズム" en DDR(2014) debido a problemas con el compositor TILT-SIX, "ずっとみつめていて (Ryu☆Remix)" en DDR(2013) y todas las licencias de DDR X3 ya sea por problemas de licencia o por retirada de Naoki Maeda, en el caso de canciones de KAC 2012. Canciones con negrita (no incluye traducciones) fueron bloqueadas con anterioridad y ya se encuentran desblouqeadas para partida regular.
| Canción | Artista                                                                      | Comentarios |
| Licencias (40 en total) | Licencias (40 en total)                                                      | Licencias (40 en total) |
| Por defecto | Por defecto                                                                  | Por defecto |
| --- | ---------------------------------------------------------------------------- | --- |
| "イーディーエム・ジャンパーズ" (EDM jumpers)                                                                                             | かめりあ feat. ななひら                                                      | de EDM EXTREME Movida de DDR(2014) |
| "The Night Away (MK Remix)" | Starving Trancer feat. Mayumi Morinaga                                       | de EDM EXTREME Movida de DDR(2014) |
| "放課後ストライド" (Hōkago Stride) | Last Note.                                                                   | de SOUND VOLTEX II -infinite infection- de EXIT TUNES PRESENTS Vocalosensation feat. 初音ミク                                                                                    |
| "ハッピーシンセサイザ" (Happy Synthesizer)                                                                                               | EasyPop                                                                      | de jubeat plus |
| "天ノ弱" (†U) (Ama no Jyaku) | 164                                                                          | del álbum THEORY -164 feat.GUMI- |
| "六兆年と一夜物語" (†U) (Rokuchōnen to Ichiya Monogatari)                                                                                | kemu feat. IA                                                                | de Vocaloconnection feat. 初音ミク |
| "ロストワンの号哭" (†UE) (Lost One no Gōkoku) (The Lost One's Weeping)                                                                   | Neru                                                                         | de SOUND VOLTEX II -infinite infection- del álbum 世界征服 |
| "脳漿炸裂ガール" (†U) (Nou shou sakuretsu girl) (Brain Fluid Explosion Girl)                                                             | れるりり                                                                     | Del álbum 脳漿炸裂ガール |
| "幸せになれる隠しコマンドがあるらしい" (†U) (Shiawase ni nareru kakushi command ga arurashii)                                            | うたたP feat. 結月ゆかり                                                     | De SOUND VOLTEX III GRAVITY WARS Del álbum みんな幸せにな～れ！ |
| "初音ミクの消失" (†U) (Hatsune Miku no Shoushitsu) (Disappearance of Miku Hatsune)                                                       | cosMo@暴走P feat. 初音ミク                                                   | de SOUND VOLTEX III GRAVITY WARS Licencia de Crypton Media Del álbum 初音ミクの消失                                                                                              |
| "君氏危うくも近うよれ" (†U) (Kunshi ayauku mo chikou yore)                                                                               | A応P                                                                         | 2.º opening de Osomatsu-san. |
| "More One Night" (†U) | チト(CV：水瀬いのり)、ユーリ(CV：久保ユリカ)                                 | Opening de Girls' Last Tour. |
| "輪廻転生" (†U) (Rinnetensei) | まふまふ                                                                     | del álbum 明日色ワールドエンド |
| "ようこそジャパリパークへ" (†U) (Youkoso Japari Park e)                                                                                  | どうぶつビスケッツ×PPP                                                       | Opening de Kemono Friends. |
| "エイリアンエイリアン" (†U) (Alien Alien)                                                                                                | ナユタン星人                                                                 | de jubeat Qubell del álbum 百鬼夜行 |
| "ロールプレイングゲーム" (†U) (RPG) Lit. Role Playing Game.                                                                              | そらまふうらさか (cantada por "Soraru, Mafumafu, Uratanuki y Aho no Sakata") | de jubeat clan |
| "いーあるふぁんくらぶ" (†U) (Yi-er fanclub)                                                                                              | みきとP                                                                      | Del álbum EXIT TUNES PRESENTS Vocalosensation feat. 初音ミク |
| "炉心融解" (†U) (Roshin yuukai) | iroha                                                                        | Del álbum EXIT TUNES PRESENTS Vocalostar feat. 初音ミク |
| "おねがいダーリン" (†U) (Onegai darling)                                                                                                 | 松下                                                                         | Del álbum ご注文は松下のあとで |
| "無頼ック自己ライザー" (†U) (Buraikku jikorizer)                                                                                         | kradness                                                                     | Del álbum KRAD PARADOX |
| "39" (†U) | sasakure.UK×DECO*27 (Feat. Miku)                                             | de jubeat Festo Licencia de Crypton Media Del álbum 39 |
| "ありふれたせかいせいふく" (†U) (Arifureta sekai seifuku) (Common World Domination)                                                      | ピノキオピー (Feat. Miku)                                                    | de SOUND VOLTEX II -Infinite Infection- Licencia de Crypton Media Del álbum Obscure Questions                                                                                    |
| "愛言葉" (†U) (Ai kotoba) (Love Words)                                                                                                   | DECO*27 (Feat. Miku)                                                         | Licencia de Crypton Media Del álbum 相愛性理論 |
| "妄想税" (†U) (Mousou zei) (Delusion tax)                                                                                                | DECO*27 (Feat. Miku)                                                         | Licencia de Crypton Media Del álbum Conti New |
| "すろぉもぉしょん" (†U) (suroumochion) (SLoWMoTIoN)                                                                                      | ピノキオピー (Feat. Miku)                                                    | Licencia de Crypton Media Del álbum しぼう |
| "*ハロー、プラネット。" (†U) (*Hello, planet.)                                                                                           | sasakure.UK (Feat. Miku)                                                     | de pop'n music peace Licencia de Crypton Media Del álbum ラララ終末論。 |
| Canciones mundiales Mostradas como "World Music" en la lista Género                                                                      |                                                                              | |
| "Believe" | Chaos Featuring CeCe Peniston                                                | del sencillo digital Chaos |
| "Break Free" | Ariana Grande feat. Zedd                                                     | del álbum My Everything |
| "Happy" | Pharrell Williams                                                            | de Despicable Me 2 Soundtrack |
| "Hillbilly Shoes" | Montgomery Gentry                                                            | del álbum Tattoos & Scars |
| "I Want You To Know" | Zedd feat. Selena Gomez                                                      | del álbum True Colors |
| "Shut Up and Dance" | Walk the Moon                                                                | del álbum Talking is Hard |
| "Time Of Our Lives" | Pitbull and Ne-Yo                                                            | del álbum Globalization |
| "Wake Me Up" | Avicii feat. Aloe Blacc                                                      | del álbum True |
| Arreglos Touhou Project |                                                                              | |
| "ナイト・オブ・ナイツ" (Night of Knights)                                                                                                | ビートまりお (COOL&CREATE)                                                   | de SOUND VOLTEX BOOTH de 東方Project CHALLENGE no disponible en Norteamérica ni en Europa.                                                                                       |
| "魔理沙は大変なものを盗んでいきました" (Marisa wa Taihen na Mono wo Nusunde Ikimashita) (Marisa Tanked My Score With An Incredible Hand) | ARM(IOSYS)                                                                   | de SOUND VOLTEX BOOTH de 東方Project |
| "Grip & Break down!!" | SOUND HOLIC feat. Nana Takahashi                                             | de BeatStream de 東方Project |
| "Bad Apple!! feat. nomico" | Alstroemeria Records (Artista original: Masayoshi Minoshima)                 | Movida de DDR(2014) de 東方Project de los álbumes Lovelight y EXSERENS |
| "チルノのパーフェクトさんすう教室 (EDM REMIX)" (Cirno no perfect sansuu kyoushitsu (EDM REMIX)) (Cirno's perfect Math Class (EDM REMIX)) | UNO(IOSYS)                                                                   | Movida de DDR(2014) de 東方Project de "IOSYS TOHO MEGAMIX -GENSOKYO HOUSE EDITION-"                                                                                              |
| "Help me, ERINNNNNN!!" | ビートまりお (COOL&CREATE)                                                   | de SOUND VOLTEX BOOTH de 東方Project |
| "色は匂へど散りぬるを" (Iro wa Nio e do Chirinuru wo)                                                                                    | 幽閉サテライト(Arranged:Iceon) feat. senya                                   | de SOUND VOLTEX BOOTH de 東方Project |
| "チルノのパーフェクトさんすう教室" (†U) (Cirno no perfect sansuu kyoushitsu) (Cirno's perfect Math Class)                                | ARM＋夕野ヨシミ feat. miko                                                   | de SOUND VOLTEX BOOTH de 東方Project del álbum 東方乙女囃子 |
| "向日葵サンセット" (†U) (Himawari Sunset)                                                                                                | ARM・まろん (IOSYS) × ランコ・パプリカ (豚乙女)                              | de REFLEC BEAT 悠久のリフレシア de 東方Project del álbum 東方氷雪大感謝 ─チルノのパーフェクトさんすう教室⑨周年記念コンピレーションアルバム─                                      |
| Canciones de prueba de DDR A20 Nota: Estas canciones no forman parte de esta entrega sino de su secuela.                                 |                                                                              | |
| "The Light" (†U) | W&W ft. Kizuna AI                                                            | del álbum del mismo nombre |
| "ライアーダンス" (†U) (Liar Dance) | DECO*27                                                                      | del álbum "GHOST" |
| "腐れ外道とチョコレゐト" (†U) (Kusare gedou to chocolate)                                                                                | ピノキオピー                                                                 | del álbum "Obscure Questions" |
| "タイガーランペイジ" (†U) (Tiger rampage)                                                                                                | sasakure.UK                                                                  | del álbum "幻実アイソーポス" |
| Originales (19 en total) |                                                                              | |
| Originales y crossovers |                                                                              | |
| "ALL MY HEART -この恋に、私の全てを賭ける-" (ALL MY HEART -Kono Koi ni, Watashi no Subete wo Kakeru)                                     | SUPER HEROINE 彩香-AYAKA-                                                    | de jubeat knit |
| "DANCE ALL NIGHT (DDR EDITION)" | Sota Fujimori                                                                | de jubeat saucer fulfill |
| "Ha・lle・lu・jah" | SOUND HOLIC feat. Nana Takahashi                                             | de SOUND VOLTEX BOOTH |
| "HANDS UP IN THE AIR" | U1                                                                           | Original de Konami |
| "SHION" | DJ YOSHITAKA                                                                 | de pop'n music 19 TUNE STREET |
| "siberite" | Captain KING                                                                 | Original de Konami |
| "Star Trail" | Nhato                                                                        | de beatmania IIDX 19 Lincle |
| "Yeah! Yeah!" | CLUB SPICE                                                                   | Original de Konami |
| "十二最座の聖域" (Jūuniseiza no Seiiki) Lit. La niña de las 12 constelaciones                                                            | Zodiac Fall                                                                  | Original de Konami |
| "きゅん×きゅんばっきゅん☆LOVE" (Kyun×Kyunbakkyun☆LOVE)                                                                                   | 松下 feat.Sota&wac                                                           | Movida de DDR(2014) del 3.er álbum de Matsushita |
| "Hopeful" | 柊木りお featured by SOTAG                                                   | Original de Konami |
| "Fly far bounce" | 猫叉Master                                                                   | Lanzamiento de ノスタルジア -Nostalgia- |
| "朧" (Oboro) | HHH×MM×ST                                                                    | de pop'n music 20 fantasia |
| "打打打打打打打打打打" (Dadadadadadadadadada)                                                                                            | ヒゲドライバー join. SELEN                                                   | de REFLEC BEAT groovin'!! |
| De las versiones caseras Mostradas como "TUTORIAL" en la lista Género                                                                    |                                                                              | |
| "Lesson by DJ" | U.T.D. & Friends                                                             | Dividida en 4 versiones: 2 de Dance Dance Revolution Hottest Party y 2 cortadas para esta entrega y a su vez en entregas japonesas y norteamericanas dependiendo de la interfaz. |
| フォロー＆RTキャンペーン Lit. Campaña de seguimiento y retwit                                                                            |                                                                              | |
| "DDR MEGAMIX" | DDR                                                                          | de pop'n music 10 Primera aparición de NAOKI desde DDR(2013) |
| "Love♡Shine わんだふるmix" (Love Shine wonderful mix)                                                                                    | ARM (IOSYS) feat. 一ノ瀬月琉 (monotone)                                      | de SOUND VOLTEX BOOTH |
| Movidas de DDR(2014) todas de OSB -Winter Special Preset-                                                                                |                                                                              | |
| "bass 2 bass" | Ryu☆                                                                         | de Jubeat |
| "Poochie" | kors k                                                                       | de REFLEC BEAT groovin'!! Carpeta ubicada: EXTRA SAVIOR (originalmente de EXTRA ATTACK)                                                                                          |
| "この青空の下で" (Kono aozora no shita de) (Into the Blue)                                                                               | TAG meets "eimy"                                                             | de REFLEC BEAT limelight Carpeta ubicada: EXTRA SAVIOR (originalmente de EXTRA ATTACK)                                                                                           |
| Aniversario N.º 50 de Konami (Canciones de prueba de DDR A20) Nota: Estas canciones no forman parte de esta entrega sino de su secuela.  |                                                                              | |
| "50th Memorial Songs -Beginning Story-"                                                                                                  | BEMANI Sound Team                                                            | Aniversario N.º 50 de Konami No disponible en Europa |
| "50th Memorial Songs -二人の時 ～under the cherry blossoms～-" (50th Memorial Songs -futari no toki ～under the cherry blossoms～-)      | BEMANI Sound Team                                                            | Aniversario N.º 50 de Konami No disponible en Europa |
| "50th Memorial Songs -Flagship medley-"                                                                                                  | BEMANI Sound Team                                                            | Aniversario N.º 50 de Konami No disponible en Europa |
| "50th Memorial Songs -The BEMANI History-"                                                                                               | BEMANI Sound Team                                                            | Aniversario N.º 50 de Konami No disponible en Europa |
| Provenientes de HinaBitter♪ (7 en total)                                                                                                 |                                                                              | |
| Por defecto |                                                                              | |
| "さよならトリップ ～夏陽 EDM edition～" (Sayonara Trip ~Natsuhi EDM edition~)                                                            | 東雲夏陽(from ここなつ)                                                      | De ひなビタ♪ (HinaBitter♪) |
| "魔法のたまご ～心菜 ELECTRO POP edition～" (Mahō no Tamago ~Cocona ELECTRO POP edition~)                                                | 東雲心菜(from ここなつ)                                                      | De ひなビタ♪ (HinaBitter♪) |
| "黒髪乱れし修羅となりて～凛edition～" (Kurokami midareshi shura to narite ~Rin edition~)                                                 | 日向美ビタースイーツ♪                                                        | De ひなビタ♪ (HinaBitter♪) |
| "倉野川音頭" (Kuranogawa Ondo) | 日向美ビタースイーツ♪＆ひなちくん                                            | De ひなビタ♪ (HinaBitter♪) |
| "エキサイティング！！も・ちゃ・ちゃ☆" (Exciting!! mo-cha-cha☆)                                                                           | 日向美ビタースイーツ♪                                                        | De ひなビタ♪ (HinaBitter♪) |
| "ロンロンへ ライライライ！" (ronron e rairairai!)                                                                                        | ここなつ                                                                     | De ひなビタ♪ (HinaBitter♪) |
| "ルミナスデイズ" (Ruminasudeizu) (Luminous Days)                                                                                         | ここなつ                                                                     | De ひなビタ♪ (HinaBitter♪) |
| Canciones de prueba de DDR A20 Nota: Estas canciones no forman parte de esta entrega sino de su secuela.                                 |                                                                              | |
| "スイーツはとまらない♪" (Sweets wa tomaranai~)                                                                                           | 日向美ビタースイーツ♪                                                        | De ひなビタ♪ (HinaBitter♪) |
| "熱情のサパデアード" (Netsujou no zapadeado)                                                                                             | 日向美ビタースイーツ♪                                                        | De ひなビタ♪ (HinaBitter♪) |
| "革命パッショネイト" (Kakumei passionate)                                                                                                | 日向美ビタースイーツ♪                                                        | De ひなビタ♪ (HinaBitter♪) |
| "ヒカリユリイカ" (Hikari eureka) | ここなつ                                                                     | De ひなビタ♪ (HinaBitter♪) |
| "ベビーステップ" (Baby step) | ここなつ                                                                     | De ひなビタ♪ (HinaBitter♪) |
| Provenientes de Tokimeki Memorial (12 en total)                                                                                          |                                                                              | |
| "DREAMING-ING!!" | ときめきアイドルProject                                                      | de Tokimeki Idol |
| "Strawberry Chu♡Chu♡" | ときめきアイドルProject ラッキーパラダイス                                   | de Tokimeki Idol |
| "恋のパズルマジック" (Koi no Puzzle Magic)                                                                                               | ときめきアイドルProject Rhythmixxx                                           | de Tokimeki Idol |
| "ハルイチバン" (Haru Ichiban) | ときめきアイドルProject                                                      | de Tokimeki Idol |
| "しゃかりきリレーション" (Shakariki Relation)                                                                                            | ときめきアイドルProject 結城秋葉                                             | de Tokimeki Idol |
| "闘え！ダダンダーンV" (Tatakae! Dadandarn V)                                                                                             | ときめきアイドルProject                                                      | de Tokimeki Idol |
| "invisible rain" | ときめきアイドル project 月島美奈都                                          | de Tokimeki Idol |
| "Jewelry days" | ときめきアイドルProject                                                      | de Tokimeki Idol |
| "Twin memories W" | ときめきアイドルProject                                                      | de Tokimeki Idol |
| "恋時雨" (Koishigure) | ときめきアイドルProject                                                      | de Tokimeki Idol |
| "Smiling Passion" | ときめきアイドルProject                                                      | de Tokimeki Idol |
| "SUN² SUMMER STEP!" | ときめきアイドルProject                                                      | de Tokimeki Idol |
| Baby-Lon's Adventure (6 en total) |                                                                              | |
| "MAKE A JAM!" | U1                                                                           | Entrada 1 de Dance Dance Revolution (consola japonesa) BEGINNER re-editado para esta entrega                                                                                     |
| "ハピ恋☆らぶりぃタイム!!" (Happy Koi Lovely Time!!)"                                                                                     | DJ TOTTO feat.anporin                                                        | Entrada 2 de REFLEC BEAT groovin'!! |
| "Special One" | kors k feat. Suzuyo Miyamoto                                                 | Entrada 3 de jubeat |
| "Towards the TOWER" | SHAMDEL                                                                      | Entrada 4 de jubeat prop |
| "ベィスドロップ・フリークス" (Bassdrop Freaks)                                                                                           | かめりあ feat. ななひら                                                      | Entrada 5 de beatmania IIDX 22 PENDUAL |
| "Dancer in the flare" | 猫叉Master                                                                   | Entrada 6 |
| EXTRA SAVIOR (44 en total) |                                                                              | |
| Vol. 1 Debut de EXTRA SAVIOR! |                                                                              | |
| "宇宙(ソラ)への片道切符" (Sora e no Katamichi Kippu)                                                                                     | Musical Cosmology                                                            | Extra Stage N.º 1 |
| "Electric Dance System Music" | U1 overground                                                                | Extra Stage N.º 2 |
| "TECH-NOID" | Sota F.                                                                      | Extra Stage N.º 3 |
| Vol. 2 超変速の夏!荒ぶる波のBASS MUSICセレクト! Lit. "Bass Music Select!"                                                                |                                                                              | |
| "Cytokinesis" | Hommarju                                                                     | Extra Stage N.º 4 de REFLEC BEAT groovin'!! |
| "S!ck" | Eagle                                                                        | Extra Stage N.º 5 de beatmania IIDX 20 tricoro |
| Vol. 3 Cumpleaños de U1-ASAMi |                                                                              | |
| "Illegal Function Call" | U1-ASAMi                                                                     | Extra Stage N.º 6 (Cumpleaños de U1-ASAMi) de beatmania IIDX 20 tricoro |
| Vol. 4 TAG Vs. U1 overground |                                                                              | |
| "STERLING SILVER" | TAG                                                                          | Extra Stage N.º 7 de jubeat saucer fulfill |
| "STERLING SILVER (U1 overground mix)" | TAG                                                                          | Extra Stage N.º 8 |
| Vol. 5 猫叉Master Vs. kors k |                                                                              | |
| "Far east nightbird" | 猫叉Master                                                                   | Extra Stage N.º 9 de jubeat knit |
| "Far east nightbird kors k Remix -DDR edit ver-"                                                                                         | 猫叉Master                                                                   | Extra Stage N.º 10 de los álbumes Raindrops, Backdrops, さよなら世界 (sayonara sekai) y Crevice.                                                                                 |
| Vol. 6 夏の流星フェスタ Escrito como Ryuusei Kakusan Festa (流星拡散フェスタ?)                                                           |                                                                              | |
| "Angelic Jelly" | t+pazolite                                                                   | Extra Stage N.º 11 |
| "Grand Chariot" | xi                                                                           | Extra Stage N.º 12 |
| "Sephirot" | SHIKI                                                                        | Extra Stage N.º 13 |
| "StrayedCatz" | 削除                                                                         | Extra Stage N.º 14 |
| "ZEPHYRANTHES" | TAG                                                                          | Extra Stage N.º 15 |
| "Triple Counter" (*) | DJ YOSHITAKA meets dj TAKA                                                   | Extra Stage N.º 16 |
| Vol. 7 恋せよDDRのバレンタイン(2017) Lit. "DDR X San Valentín"                                                                           |                                                                              | |
| "恋する☆宇宙戦争っ!!" (Koisuru Uchū Sensō!!) (Love is like the spacewar)                                                                 | Prim                                                                         | Extra Stage N.º 17 de beatmania IIDX 19 Lincle |
| "恋愛観測" (Renaikansoku) | NU-KO                                                                        | Extra Stage N.º 18 de pop'n music 20 fantasia |
| VOL. 8 観るか踏むか？！ |                                                                              | |
| Solo dificultad CHALLENGE para "打打打打打打打打打打" y "朧"                                                                             |                                                                              | |
| Vol. 9 恋せよDDRのバレンタイン＆ホワイトデー2018 Lit. "DDR X San Valentín (versión 2018)"                                                |                                                                              | |
| "CHOCOLATE PHILOSOPHY" | 常盤ゆう                                                                     | Extra Stage N.º 19 de GUITARFREAKS 8thMIX & drummania 7thMIX Todas las dificultades reeditadas para esta entrega                                                                 |
| "High School Love" | DJ YOSHITAKA feat.DWP                                                        | Extra Stage N.º 20 de pop'n music 14 FEVER!! Todas las dificultades reeditadas para esta entrega                                                                                 |
| Vol. 10 新緑薫るパワフルMUSIC |                                                                              | |
| "春風ブローインウィンド" (Shunpuu blowing wind)                                                                                          | TAG                                                                          | Extra Stage N.º 21 de pop'n music ラピストリア |
| "Sakura Reflection" | Ryu☆                                                                         | Extra Stage N.º 22 de REFLEC BEAT |
| "Boss Rush" | USAO                                                                         | Extra Stage N.º 23 de jubeat Qubell |
| Vol. 11 妖しき甘雨の旋律に酔いしれよ |                                                                              | |
| "プレインエイジア -PHQ remix-" (Plain Asia -PHQ remix-)                                                                                  | PHQUASE                                                                      | Extra Stage N.º 24 de Bemani x 東方Project de 東方Project |
| "千年ノ理" (Sennen no kotowari) | 猫叉Master                                                                   | Extra Stage N.º 25 de Bemani x 東方Project de 東方Project |
| Vol. 12 暑さを迎えうて! 初夏を彩るREMIX Lit. Remixes de originales                                                                       |                                                                              | |
| "Chronos (walk with you remix)" | BEMANI Sound Team "TAG"                                                      | Extra Stage N.º 26 |
| "朧 (dj TAKA Remix)" (Oboro (dj TAKA Remix))                                                                                             | HHH×MM×ST (remezclado por BEMANI Sound Team "dj TAKA")                       | Extra Stage N.º 27 del álbum Ryu☆BEST -STARLiGHT- |
| Vol. 13 夏、真っ只中！DDRの夏を遊びつくせ！                                                                                              |                                                                              | |
| "ALGORITHM" | SOUND HOLIC feat. Nana Takahashi                                             | Extra Stage N.º 28 Se retrasó su lanzamiento en Corea debido al GRAC |
| Vol. 14 この夏の想い出は永遠に... |                                                                              | |
| "Eternal Summer" | 北沢綾香                                                                     | Extra Stage N.º 30 |
| Vol. 15 BEMANI SUMMER GREETINGS |                                                                              | |
| "Life is beautiful" | BEMANI Sound Team "猫叉Master"                                               | Extra Stage N.º 31 |
| "Puberty Dysthymia" | BEMANI Sound Team "person09"                                                 | Extra Stage N.º 32 |
| "Rejoin" | BEMANI Sound Team "HuΣeR feat.PON"                                           | Extra Stage N.º 33 |
| "SUPER SUMMER SALE" | BEMANI Sound Team "U1 overground"                                            | Extra Stage N.º 34 |
| "風鈴花火" (Fuurin hanabi) | BEMANI Sound Team "劇団レコード"feat.結良まり                                | Extra Stage N.º 35 |
| "星座が恋した瞬間を。" (Seiza ga koishita shunkan wo.)                                                                                   | BEMANI Sound Team "DJ TOTTO feat.MarL"                                       | Extra Stage N.º 36 |
| "Prey" (*) | BEMANI Sound Team "Dustup"                                                   | Extra Stage N.º 37 |
| Vol. 16 Aniversario 20 (DDR SELECTION)                                                                                                   |                                                                              | |
| "Show me your moves" | BEMANI Sound Team "TAG" feat. 柊木りお                                       | Extra Stage N.º 38 (Aniversario 20) |
| "POSSESSION (20th Anniversary Mix)" | BEMANI Sound Team "Sota Fujimori 2nd Season"                                 | Extra Stage N.º 39 (Aniversario 20) |
| "CHAOS Terror-Tech Mix" | ARM (IOSYS)                                                                  | Extra Stage N.º 40 (Aniversario 20) |
| "MAX 360" | BEMANI Sound Team "[χ]"                                                      | Extra Stage N.º 41 (Aniversario 20) |
| Vol. 17 みんなのDDRメモリアルソング (DDR SELECTION)                                                                                      |                                                                              | |
| "#OurMemories" | DDR ALL FANS (Compuesto y arreglado por BEMANI Sound Team "U1-ASAMi")        | Extra Stage N.º 42 (Aniversario 20) |
| Vol. 18 DDR A x pop'n music peace 20th anniversaries (DDR SELECTION)                                                                     |                                                                              | |
| "ANNIVERSARY ∴∵∴ ←↓↑→" | BEMANI Sound Team "U1 overground"                                            | Extra Stage N.º 43 (Aniversario 20) |
| "シュレーディンガーの猫" (Schrodinger no neko) (SCHRODINGER'S CAT)                                                                       | Cait Sith                                                                    | Extra Stage N.º 44 (Aniversario 20) de pop'n music 16 PARTY |
| Canciones bloqueadas (todas de la carpeta DDR(2014))                                                                                     |                                                                              | |
| "ドキドキ☆流星トラップガール!!" | 流星トラップボーイズ                                                         | de Floor Infection Nº 10: Sound Voltex II x DDR(2014) |
| "second spring storm" | Spacelectro                                                                  | de Floor Infection Nº 10: Sound Voltex II x DDR(2014) |
| Estadio BEMANI (14 canciones) | (Varios artistas)                                                            | de DDR(2014) Carpeta ubicada: EXTRA SAVIOR |
| Hakken! Yomigaetta BEMANI Iseki (9 canciones)                                                                                            | (Varios artistas)                                                            | de DDR(2014) Carpeta ubicada: EXTRA SAVIOR |
| Kaitō BisCo no Yokokujō (4 canciones) | (Varios artistas)                                                            | de DDR(2014) Carpeta ubicada: EXTRA SAVIOR |
| SUMMER DIARY 2015 (6 canciones) | (Varios artistas)                                                            | de DDR(2014) Carpeta ubicada: EXTRA SAVIOR |
| "POSSESSION(EDP Live Mix)" | TAG underground                                                              | de DDR(2014) Carpeta ubicada: EXTRA SAVIOR |
| EXTRA EXCLUSIVE (16 en total) |                                                                              | |
| Dentro de Rinon's Adventure |                                                                              | |
| "New Century" | Sota F.                                                                      | EXTRA EXCLUSIVE LV 1 |
| "RISING FIRE HAWK" | L.E.D.-G                                                                     | EXTRA EXCLUSIVE LV 2 |
| "Astrogazer" | DJ TOTTO                                                                     | EXTRA EXCLUSIVE LV 3 |
| "Come to Life" | ARM(IOSYS) ft. NICOLE CURRY                                                  | EXTRA EXCLUSIVE LV 4 |
| "Emera" | PON                                                                          | EXTRA EXCLUSIVE LV 5 |
| "Start a New Day" | Sota F                                                                       | EXTRA EXCLUSIVE LV 6 |
| "Ishtar" | 劇団レコード                                                                 | EXTRA EXCLUSIVE LV 7 |
| "out of focus" | Qrispy Joybox                                                                | EXTRA EXCLUSIVE LV 8 |
| "Neutrino" | HuΣeR                                                                        | EXTRA EXCLUSIVE LV 9 |
| "Cosy Catastrophe" | SYUNN                                                                        | EXTRA EXCLUSIVE LV 10 |
| Fuera de Rinon's Adventure |                                                                              | |
| "IN BETWEEN" | BEMANI Sound Team "L.E.D.-G" feat. Mayumi Morinaga                           | EXTRA EXCLUSIVE LV 11 |
| "Love You More" | BEMANI Sound Team "Sota F."                                                  | EXTRA EXCLUSIVE LV 12 |
| "Pursuer" | 白澤亮(noisycroak)                                                           | EXTRA EXCLUSIVE LV 13 |
| "Vanquish The Ghost" | BEMANI Sound Team "TAG"                                                      | EXTRA EXCLUSIVE LV 14 |
| Completando Rinon's Adventure III |                                                                              | |
| "ENDYMION" | fallen shepherd ft. RabbiTon Strings                                         | EXTRA EXCLUSIVE LV A |
| "ACE FOR ACES" (**) | TAG×U1                                                                       | EXTRA EXCLUSIVE LV A BPM dividido entre dificultades |
| KONAMI Arcade Championship (4 en total)                                                                                                  |                                                                              | |
| "Be a Hero!" | 中島由貴                                                                     | Edición 7 |
| "Reach The Sky, Without you" | nc ft.NRGFactory                                                             | Edición 7 |
| "Catch Our Fire!" | 中島由貴                                                                     | Edición 8 |
| "First Time" | BEMANI Sound Team "Metal Stepper"                                            | Edición 8 Canción retiro de 96 |
| Nuevamente revividas (2 en total) |                                                                              | |
| "Determination" | 柊木りお                                                                     | Movida de DDR(2014) (Licencia de UMU X BEMANI marcado como 【東京】) |
| "Thank You Merry Christmas" | Venus                                                                        | de DDR(2014) (Evento de Navidad) |
| Requiere e-amusement pass desde el 1 de junio de 2017 (39 de 41 canciones)                                                               |                                                                              | |
| Remixes en Challenge (17 de 19 contando con canciones eliminadas)                                                                        | (varios artistas)                                                            | de DDRMAX2 |
| Dificultades "Groove Radar" Specials (6 canciones)                                                                                       | (varios artistas)                                                            | de DDR Supernova2 |
| Dificultades X-Special (16 canciones) | (varios artistas)                                                            | de DDR X |
| Canciones eliminadas (59 en total, 62 en Europa)                                                                                         |                                                                              | |
| Antes de la instalación |                                                                              | |
| "つけまつける" (Tsukematsukeru) | (sin autor)                                                                  | de DDR(2013) |
| "オリオンをなぞる" (Orion o Nazoru) | UNISON SQUARE GARDEN                                                         | de DDR(2013) |
| "BRIGHT STREAM" | (Sin autor) (Artista original: Nana Mizuki)                                  | de DDR(2013) |
| "ウッーウッーウマウマ(ﾟ∀ﾟ) (Speedcake Remix)" (U-U-Uma-Uma (Speedcake Remix)) (Caramelldansen (Speedycake Remix))                        | Caramell                                                                     | de DDR(2013) |
| "ロンドンは夜8時 (London wa Yoru 8-Ji) (LON 8PM - TYO 4AM)"                                                                              | TAG meets "eimy"                                                             | de DDR(2013) |
| "マジLOVE1000%" (Maji LOVE 1000%) | (sin autor)                                                                  | de DDR(2013) |
| U.M.U X Bemani (24 licencias) | (Varios artistas)                                                            | de DDR(2014) |
| Posterior a la instalación Debido a repetición, solo se queda las versiones japonesas.                                                   |                                                                              | |
| "不帅之歌" (título chino) (iFUTURELIST(DDR VERSION))                                                                                     | 王砾鹏                                                                       | de DanceDanceRevolution X2 (Versión japonesa originalmente de DDR SuperNOVA) |
| "虹色" | DJ YOSHITAKA feat.罗斓                                                       | de Pop'n Music 13: Carnival de DanceDanceRevolution X2 (Versión japonesa originalmente de DDR SuperNOVA)                                                                         |
| "功夫LOVE" (título chino) (MAX LOVE) | DJ YOSHITAKA feat.張瑶                                                       | de Beatmania IIDX 15: DJ Troopers de DanceDanceRevolution X2 |
| "Leaving..." | seiya murai                                                                  | de Beatmania IIDX 13: Distorted de DanceDanceRevolution X2 |
| "going up" | 色彩乃夢                                                                     | de GuitarFreaks y DrumMania V de DanceDanceRevolution X2 |
| "羽之谣" (título chino) (BALLAD THE FEATHERS)                                                                                            | SHIN SOUND DESIGN feat.罗斓                                                  | de Beatmania IIDX 13: DistorteD de DanceDanceRevolution X2 |
| "Melody Life" | 张馨予                                                                       | de Beatmania IIDX 13: DistorteD de DanceDanceRevolution X2 |
| Eliminadas el 30 de mayo de 2016 |                                                                              | |
| "KUNG FU FIGHTING" | BUS STOP ft CARL DOUGLAS                                                     | de DanceDanceRevolution 2ndMIX (originario de DDR(1st)) |
| "BAD GIRLS" | Juliet Roberts                                                               | de DanceDanceRevolution 2ndMIX |
| "Boom Boom Dollar (Red Monster Mix)" | King Kong & D.Jungle Girls                                                   | de DanceDanceRevolution 2ndMIX |
| "stomp to my beat" | JS16                                                                         | de DanceDanceRevolution 2ndMIX |
| "Trickster" | 水樹奈々                                                                     | de Dance Dance Revolution X |
| "ポリリズム" | Pink Lemonade                                                                | de Dance Dance Revolution X |
| "IF YOU WERE HERE (DDR X2 X-EDIT)" | JENNIFER                                                                     | de DanceDanceRevolution X2 |
| "IF YOU WERE HERE(L.E.D.-G STYLE REMIX)"                                                                                                 | JENNIFER                                                                     | de DanceDanceRevolution X2 |
| "LOVE & JOY" | 木村 由姫                                                                    | de DanceDanceRevolution X3 vs. 2ndMIX |
| "Burst The Gravity" | ALTIMA                                                                       | de DDR(2013) |
| "LOVE & JOY -Risk Junk MIX-" | Risk Junk                                                                    | de DDR(2013) |
| "ふりそでーしょん" | きゃりーぱみゅぱみゅ                                                         | de DDR(2013) |
| "ジョジョ～その血の運命～" | (sin autor)                                                                  | de DDR(2013) |
| "折れないハート" | 高取ヒデアキ                                                                 | de DDR(2013) |
| "Choo Choo TRAIN" | EXILE                                                                        | de DDR(2013) |
| "Mickey Mouse March (Eurobeat Version) (DDR(2013) X-EDIT)"                                                                               | Domino                                                                       | de DDR(2013) |
| Eliminadas el 6 de noviembre de 2016 Todas eliminadas en Norteamérica y Europa con anterioridad.                                         |                                                                              | |
| "future gazer" | fripSide                                                                     | de Dance Dance Revolution X3 |
| "STRAIGHT JET" | 栗林みな実                                                                   | de Dance Dance Revolution X3 |
| "女々しくて" | ゴールデンボンバー                                                           | de Dance Dance Revolution X3 |
| Eliminadas el 25 de marzo de 2018 |                                                                              | |
| "Strobe♡Girl" | colate                                                                       | de Floor Infection Nº 10: Sound Voltex II x DDR(2014) |
| Eliminadas el 21 de mayo de 2021 en Europa                                                                                               |                                                                              | |
| "Only my Railgun" | fripSide                                                                     | de Dance Dance Revolution X2 Licencia finalizada |
| "放課後ストライド" | Last Note.                                                                   | de Dance Dance Revolution A Término de licencia |
| "回レ！雪月花" | 歌組雪月花                                                                   | de Dance Dance Revolution (2014) Término de licencia |
| Solo disponible mediante hackeo |                                                                              | |
| "Twinkle Wonderland" | Qrispy Joybox feat.Sana                                                      | de REFLEC BEAT limelight |
| No disponibles en Norteamérica (y Europa antes de 21 de mayo de 2021)                                                                    |                                                                              | |
| "ミライプリズム" | ここなつ (compuesta por TILT-SIX)                                            | de Dance Dance Revolution (2014) (HinaBitter♪) Única original eliminada debido a problemas de licencia con Sony Music                                                            |
| "ずっとみつめていて (Ryu☆Remix)" | DJ UTO vs. Starving Trancer feat. Mayumi Morinaga                            | de Dance Dance Revolution (2013) Problemas de licencia |
| "COME BACK TO MY HEART" | Another Infinity feat. Mayumi Morinaga                                       | de Dance Dance Revolution X3 Problemas de licencia |
| KAC 2012 (5 entradas premium) | (Todas creadas por NAOKI)                                                    | de Dance Dance Revolution X3 Problemas de licencia y Retirada de NAOKI |

Notas
- Al eliminar las versiones chinas de esta entrega, las versiones japonesas tendrán su dificultad CHALLENGE como compensación.
- : Contiene video a pantalla completa o se muestra el video en el escenario.
- : Canción o dificultad con condiciones para jugar (solo EXTRA EXCLUSIVE) o desbloqueable.
- (†U): No disponible en Norteamérica debido a problemas de licencia.
- (†E): Eliminada en Europa debido a término de licencia.
- (*): Req. completar las demás canciones de esta carpeta (solo carpetas de eventos Bemani).
- (**): ENCORE EXTRA STAGE
- Canciones que solo están disponibles mediante el hackeo no son contadas.